# Cantó de Vitry-le-François-Oest
El cantó de Vitry-le-François-Oest és un cantó francès del departament del Marne, situat al districte de Vitry-le-François. Té 9 municipis i part del de Vitry-le-François.

## Municipis
- Blacy
- Courdemanges
- Drouilly
- Glannes
- Huiron
- Loisy-sur-Marne
- Maisons-en-Champagne
- Pringy
- Songy
- Vitry-le-François (part)

## Història
| Data d'elecció                           | Identitat          | Partit           | Qualitat |
| ---------------------------------------- | ------------------ | ---------------- | -------- |
| 1973-1998                                | Jean Bernard       | UDR, després RPR |          |
| 1998-2004                                | Jacques Charollais | PS               |          |
| 2004-2007                                | Jean-Luc Mathieu   | PS               |          |
| 2007-                                    | Thierry Mouton     | PS               |          |
| les dades anteriors no són pas conegudes |                    |                  |          |
|                                          |                    |                  |          |